# NGC 5862
NGC 5862 is een compact sterrenstelsel in het sterrenbeeld Draak. Het hemelobject werd op 11 juni 1885 ontdekt door de Amerikaanse astronoom Lewis A. Swift.

## Synoniemen
- ZWG 274.15
- NPM1G +55.0221
- PGC 53900